# Macronycteris cryptovalorona
Macronycteris cryptovalorona és una espècie de ratpenat de la família dels hiposidèrids. És endèmic de Madagascar. Es tracta d'un ratpenat de grans dimensions, amb una llargada de cap a gropa de 119-123 mm, avantbraços de 80-81 mm, la cua de 30-34 mm, els peus de 14-15 mm, les orelles de 26-27 mm i un pes de fins a 42,5 g. Com que fou descoberta fa poc, l'estat de conservació d'aquesta espècie encara no ha estat avaluat formalment.